# Bruno Chizzo
Bruno Chizzo (Udine, 19 d'abril de 1916 - Trieste, 14 d'agost de 1968) fou un futbolista italià de les dècades de 1930 i 1940.
Va ser jugador dels clubs Triestina, AC Milan, Genoa, Anconitana, i Udinese. En total jugà 195 partits i marcà 18 gols a la Serie A. Fou campió del món amb la selecció italiana el 1938, però no hi arribà a jugar cap partit.

## Palmarès
Udinese
- Serie A: 1934-35

Itàlia
- Copa del Món: 1938